# Ива Дзаники
Ѝва Дзанѝки (на италиански: Iva Zanicchi) е италианска певица, телевизионна водеща, актриса, коментаторка и бивша евродепутатка.
Нарежда се сред най-значимите певици в италианската поп музика от втората половина на XX век, особено през 60-те и 70-те години, когато на голяма популярност се радват Мина, Милва, Орнела Ванони, Пати Право, Ориета Берти и други.
Освен в родната си Италия е известна и зад граница, предимно в испаноговорещите страни и има значителен брой песни на испански език. Участвала е на множество престижни и значими фестивали в родината си и в чужбина, включително и в България.
Към 2023 г. има общо 11 участия на Фестивала на италианската песен в Санремо. 3 от тях са победоносни, с което към момента е жената с най-много победи на мероприятието. Първата е през 1967 г. с песента Non pensare a me („Не мисли за мен“) в двойно изпълнение с Клаудио Вила; втората – през 1969 г. с Zingara („Циганка“) в двойно изпълнение с Боби Соло, а третата – през 1974 г. с Ciao, cara, come stai? („Здравей, скъпа, как си?“). Последното ѝ участие е през 2022 г.
Представя Италия на 14-ото издание на Песенния конкурс „Евровизия“ през 1969 г. с песента Due grosse lacrime bianche („Две големи бели сълзи“), с която се класира на 13-о място от общо 16.
През 1976 г. гостува на фестивала „Златният Орфей“ в Слънчев бряг, на който изнася рецитал, записан и издаден впоследствие като грамофонна плоча от „Балкантон“.
За нея са писали множество утвърдени и изявени автори, някои от най-значимите сред които са Кристиано Малджольо, Франко Калифано, Паоло Конте, Лучо Батисти, Роберто Векиони, Могол, Умберто Бинди, Шел Шапиро и много други. Сътрудничила е с Шарл Азнавур и Микис Теодоракис, с чиито песни има два албума.

## Личен живот
През 1967 г. сключва брак с Антонио Ансолди (1934 – 2020). Същата година се ражда дъщеря им Микела. Тя ражда внуците Лука (р. 1998) и Вирджиния (р. 2003). Дзаники и Ансолди се развеждат през 1985 г., а от 1986 г. певицата е във връзка с Фаусто Пина.

## Дискография

### Студийни албуми
| - 1965 – Iva Zanicchi - 1967 – Fra noi - 1968 – Unchained Melody - 1970 – Iva senza tempo - 1970 – Caro Theodorakis… Iva - 1971 – Caro Aznavour… Iva - 1971 – Shalom – canti del popolo ebraico - 1972 – Fantasia - 1972 – Dall'amore in poi - 1973 – Le giornate dell'amore - 1973 – Dolce notte, santa notte - 1974 – Io ti propongo - 1974 – Chao, Iva, ¿cómo estás? - 1975 – Io sarò la tua idea - 1976 – Confessioni - 1977 – Cara Napoli - 1978 – Con la voglia di te - 1978 – Playboy | - 1980 – D'Iva - 1981 – Iva Zanicchi - 1981 – Nostalgias - 1982 – Yo, por amarte - 1984 – Quando arriverà - 1984 – Iva 85 - 1987 – Care colleghe… - 1988 – Nefertari - 1991 – Come mi vorrei - 2003 – Fossi un tango - 2009 – Colori d'amore - 2013 – In cerca di te - 2020 – Le mie canzoni più belle - 2022 – Gargana - 1976 – „Ива Дзаники – Златният Орфей '76“ |

## Участия на музикални мероприятия

### Фестивал на италианската песен в Санремо
По време на първите шест издания по регламент всички песни се изпълняват два пъти от двама различни изпълнители (посочени в скоби).
- Първо място
- Трето място

| Издание (година) | Изпълнител                                     | Песен                                              | Автори                                                                                               | Категория  | Място           |
| ---------------- | ---------------------------------------------- | -------------------------------------------------- | --- | ---------- | --------------- |
| 1965             | Ива Дзаники (второ изпълнение: Джийн Питни)    | I tuoi anni più belli („Най-хубавите ти години“)   | Текст: Могол, Мария Джоконда Гаспари Музика: Енрико Полито                                           |            | Финалистка      |
| 1966             | Ива Дзаники (второ изпълнение: Вик Дана)       | La notte dell'addio („Нощта на сбогуването“)       | Текст: Алберто Теста Музика и аранжимент: Джузепе Диверио, Мемо Ремиджи                              |            | 13-о от общо 14 |
| 1967             | Ива Дзаники (второ изпълнение: Клаудио Вила)   | Non pensare a me („Не мисли за мен“)               | Текст: Алберто Теста Музика: Ерос Шорили                                                             |            | 1-во от общо 12 |
| 1968             | Ива Дзаники (второ изпълнение: Удо Юргенс)     | Per vivere („За да живея“)                         | Текст: Никола Салерно Музика: Умберто Бинди                                                          |            | Нефиналистка    |
| 1969             | Ива Дзаники (второ изпълнение: Боби Соло)      | Zingara („Циганка“)                                | Текст: Луиджи Албертели Музика: Енрико Рикарди Аранжимент: Джанфранко Интра                          |            | 1-во от общо 14 |
| 1970             | Ива Дзаники (второ изпълнение: Серджо Ендриго) | L'arca di Noè („Ноевият ковчег“)                   | Текст: Серджо Ендриго Музика: Серджо Ендриго, Луис Бакалов                                           |            | 3-то от общо 14 |
| 1974             | Ива Дзаники                                    | Ciao, cara, come stai? („Здравей, скъпа, как си?“) | Текст: Тонино Ансолди, Клаудио Даяно Музика: Итало Яне, Кристиано Малджольо аранжимент: Енрико Интра |            | 1-во от общо 3  |
| 1984             | Ива Дзаники                                    | Chi (mi darà) („Кой (ще ми даде)“)                 | Текст: Умберто Балсамо, Кристиано Малджольо Музика: Умберто Балсамо Аранжимент: Пинучо Пирацоли      | „Шампиони“ | 9-о от общо 20  |
| 2003             | Ива Дзаники                                    | Fossi un tango („Ако беше танго“)                  | Текст: Лориана Лана Музика: Алдо Донати Аранжимент: Джанфранко Ломбарди                              | „Шампиони“ | 20-о от общо 20 |
| 2009             | Ива Дзаники                                    | Ti voglio senza amore („Искам те без любов“)       | Текст: Фабрицио Берлинчони Музика: Франко Фазано                                                     | „Артисти“  | Нефиналистка    |
| 2022             | Ива Дзаники                                    | Voglio amarti („Искам да те обичам“)               | Текст: Емилио Ди Стефано Музика: Челсо Вали, Итало Яне, Вито Меркурио Аранжимент: Челсо Вали         |            | 18-о от общо 25 |

### Песенен конкурс „Евровизия“
- 1969 – Due grosse lacrime bianche (13-о място от общо 16).

### „Фестивалбар“
- 1971 – La riva bianca, la riva nera (2-ро място);
- 1973 – Le giornate dell'amore;
- 1975 – Io sarò la tua idea;
- 1978 – Con la voglia di te;
- 1984 – Quando arriverà.

### „Канцонисима“
- 1965 – Ma l'amore no;
- 1966 – Fra noi (è finita così) и Monete d'oro;
- 1967 – Dolcemente (поради неизправност не участва в предаването и я замества Джони Дорели);
- 1968 – Come ti vorrei;
- 1969 – Vivrò;
- 1970 – Un uomo senza tempo, Un fiume amaro и Una storia di mezzanotte;
- 1971 – E io tra di voi, Exodus, Coraggio e paura;
- 1972 – Un uomo senza tempo, La mia sera и Mi ha stregato il viso tuo.